# マチルダ・パルフィオヴァ
マチルダ・ヴィルマ・パルフィオヴァ（チェコ語: Matylda Vilma Pálfyová チェコ語発音: [matɪlda vɪlma paːlfɪovaː], 1912年3月11日 - 1944年9月23日）は、チェコスロバキア（現スロバキア）の元女子体操競技選手。
チェコスロバキア共和国コシツェ・オコリエ郡のコストラニ・ナド・オルナドムに生まれた。
1936年のベルリン五輪においてスロバキアの女子選手として史上初めて五輪大会に出場し、体操競技女子団体総合で銀メダルを獲得。また、1938年にプラハで開催された第11回世界体操競技選手権では団体総合と種目別女子ゆかで金メダルを獲得し、スロバキア初の世界体操競技選手権金メダリストになった。
1942年にオンドレヤ・マレカと結婚したが、2年後の1944年にヴェスケ・ブレストヴァニで落馬事故のため32歳で死去した。
スロバキアオリンピック委員会は2005年に「マチルダ・パルフィオヴァ賞」を創設し、彼女の栄誉を記憶している。